# Неджемибра
Неджемибра — фараон Древнего Египта, правивший приблизительно в 1760 году до н. э. Представитель XIII династии (Второй переходный период).
Фараон по имени Неджемибра, «Сладость сердца бога солнца» упоминается только в Туринском папирусе (VI.14), за фараоном с именем Суаджкара и перед фараоном Себекхотепом I. Туринский папирус даёт ему царствование в «7 месяцев и [потерянные дни]». Кроме упоминания в Туринском папирусе, имя Неджемибра сохранилось на двух скарабеях, один найден рядом с Мемфисом, а другой в Малой Азии.

## Имена Неджемибра
| nswt&bity |

| nswt&bity |

| Ca1 | N5 | M29 | G17 | Y1 | F34 | Ba15 | Z1 | Ca2 | Ba15a |

| Ca1 | N5 | M29 | G17 | Y1 | F34 | Ba15 | Z1 | Ca2 | Ba15a |